# ایتامبه
ایتامبه (به پرتغالی: Itambé) یک منطقهٔ مسکونی در برزیل است که در باهیا واقع شده‌است. ایتامبه ۲۲٬۷۵۴ نفر جمعیت دارد.

## خواهرخوانده
شهر سن فیلی خواهرخواندهٔ ایتامبه هست.